# Pseudharpinia inexpectata
Pseudharpinia inexpectata är en kräftdjursart som beskrevs av Jarrett och Edward Lloyd Bousfield 1994. Pseudharpinia inexpectata ingår i släktet Pseudharpinia och familjen Phoxocephalidae. Inga underarter finns listade i Catalogue of Life.